# Koettlitz-Insel
Die Koettlitz-Insel (russisch Остров Кётлица, Ostrow Kjotliza) ist eine unbewohnte Insel des zu Russland gehörenden arktischen Franz-Josef-Lands.

## Geographie
Sie liegt im Inneren des Archipels auf der Ostseite des Britischen Kanals. Die bis zu 5 Kilometer breite Insel ist in Nord-Süd-Richtung etwa 20 Kilometer lang. Ihr Nordteil ist flach und nicht vergletschert, ein Großteil des Südens wird dagegen von einer 158 Meter hohen Eiskappe bedeckt. Von den anderen Inseln Franz-Josef-Lands ist ihr die Nansen-Insel im Osten die nächste. Zwischen beiden liegt der nur 6 bis 7 Kilometer breite Robert-Peel-Sund. Die zweitnächste Insel ist die Hooker-Insel im Süden, von der die Koettlitz-Insel durch den Allen-Young-Sund getrennt ist.

## Geschichte
Die Insel wurde von der Jackson-Harmsworth-Expedition (1894–1897) entdeckt und kartiert. Frederick Jackson benannte sie nach Reginald Koettlitz, dem Arzt und Geologen seiner Expedition.